# Куйджак
Куйджак (азерб. Quycaq) — село в Джабраїльському районі Азербайджану .

## Історія
У 1993 році село було захоплено збройними силами Вірменії .
Як повідомляється, 3 жовтня 2020 року село було звільнене збройними силами Азербайджану внаслідок зіткнень у Карабасі.